# Acronicta haesitata
Acronicta haesitata är en fjärilsart som beskrevs av Augustus Radcliffe Grote 1882. Acronicta haesitata ingår i släktet Acronicta och familjen nattflyn. Inga underarter finns listade i Catalogue of Life.